# آبشار بیلی گرین
آبشار بیلی گرین (به انگلیسی: Billy Green Falls) آبشاری است که در همیلتون (انتاریو)، کانادا واقع شده و ارتفاع کلی ریزشگاه آن ۱۷ متر (۵۶ فوت) است.